# Потоцкий, Павел Платонович
Па́вел Плато́нович Пото́цкий (12 декабря 1857 — 26 августа 1938) — русский военачальник, герой Первой мировой войны, военный историк.

## Биография
Православный. Из дворян Полтавской губернии.
Сын Платона Александровича Потоцкого (1806—1877) и Анны Стороженко (1824—1868). Имел пятерых старших братьев, также бывших на военной службе, среди которых: Александр (1846—?), генерал-лейтенант, директор Полтавского кадетского корпуса, и Пётр (1855 —?), начальник 35-й пехотной дивизии, генерал от инфантерии в отставке.
Окончил Петровскую Полтавскую военную гимназию (1874) и Михайловское артиллерийское училище (1877), выпущен подпоручиком в 3-ю гвардейскую и гренадерскую артиллерийскую бригаду с прикомандированием к лейб-гвардии 1-й артиллерийской бригаде.
Чины: прапорщик гвардии (1878), подпоручик (1882), поручик (1885), штабс-капитан (1890), капитан (1895), полковник (1897), генерал-майор (за отличие, 1905), генерал-лейтенант (за отличие, 1909), генерал от артиллерии (за отличие, 1916).
Участвовал в русско-турецкой войне 1877—1878 годов, за отличия был награждён орденами Святой Анны 4-й степени и Святого Станислава 3-й степени с мечами и бантом.
В 1881 году окончил Михайловскую артиллерийскую академию по 1-му разряду. Составил и на личные средства издал историю гвардейской артиллерии.
Командовал 4-й (1897—1901) и 1-й (1901—1902) батареями лейб-гвардии 1-й артиллерийской бригады, 2-м дивизионом лейб-гвардии 2-й артиллерийской бригады (1902—1904) и 22-й артиллерийской бригадой (март—ноябрь 1904).
В 1904—1907 годах был командиром 25-й артиллерийской бригады, с которой участвовал в русско-японской войне. За боевые отличия был награждён Золотым оружием «За храбрость» и орденом Святого Станислава 1-й степени с мечами.
В 1907—1908 годах исполнял должность начальника артиллерии 13-го армейского корпуса. 3 июля 1908 назначен инспектором артиллерии Гвардейского корпуса, с которым вступил в Первую мировую войну. Был награждён орденом Святого Георгия 4-й степени
За то, что самоотверженно и искусно руководил блестящими действиями Гвардейской гаубичной и легкой артиллерии, особенно в Августовских боях у Касаржева при разбитии 10-го австрийского корпуса, 2 сент. 1914 г. при овладении переправой через реку Сан у Кржешова и 9-14 окт. при руководстве артиллерийскими группами, в том числе и крепостной, в боях под Ивангородом у Горбатки, причем всегда появлялся в самых опасных местах, указаниями на месте объединял действия артиллерии корпуса и, принимая личное руководство наиболее ответственными группами, неоднократно выводил пехоту из трудного положения и давал возможность овладеть сильно укрепленными и защищаемыми тяжелой артиллерией позициями германцев и австрийцев.
В конце декабря 1914 года был назначен начальником 2-й гвардейской пехотной дивизии. Несмотря на храбрые и решительные действия, в 1915 году дивизия понесла огромные потери. 21 августа 1916 года назначен командиром 25-го армейского корпуса, а 13 сентября того же года — командиром 1-го гвардейского корпуса. 2 апреля 1917, в результате чистки генералитета, начавшейся после Февральской революции, был зачислен в резерв чинов при штабе Киевского, а 22 апреля — при штабе Петроградского военного округа. В том же году уволен в отставку.
В сентябре 1918, во время Красного террора, был взят в заложники в Петрограде, но затем отпущен. Работал в советских учреждениях, был членом научных советов при военно-издательских отделах Главархива и Главнауки. С августа 1919 года — заведующий отделом военных музеев Петроградского отдела Главнауки.
Был библиофилом, свою библиотеку (около 13 тысяч томов) безвозмездно передал Наркомпросу. В 1925 году был назначен пожизненным директором музея, организованного при Киево-Печерской лавре. Значительную часть собраний музея составляла коллекция Потоцкого (до 15 000 гравюр, 300 картин, образцы оружия и военных мундиров, произведения искусства из фарфора, фаянса и драгоценных металлов).

## Гибель

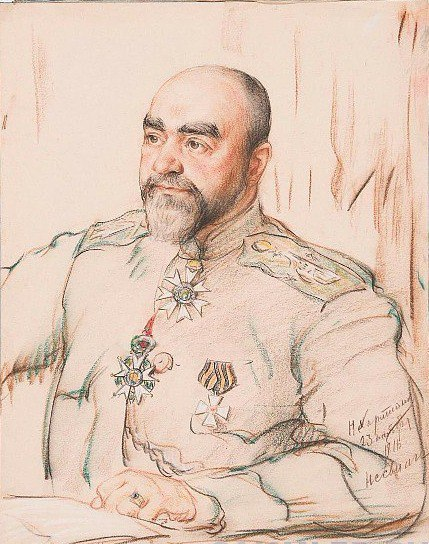
Портрет генерала Потоцкого. 1916 г.

В 1938 году 81-летнего генерала Потоцкого обвинили в контрреволюционной деятельности и совершении террористических актов, он был арестован в Киеве и осуждён с конфискацией имущества. Во время ареста конфискованы ценные личные вещи; дневники, научные исследования, переписка, как свидетельство причастности к его большой исторической и живописной коллекции, была уничтожена. За несколько дней сотрудники НКВД заставили Павла Платоновича подписать «признание» о своих контрреволюционных действиях. После этого Потоцкий не дал ни одного свидетельства и 27 августа 1938 умер, по официальной версии, в тюремной больнице от паралича сердца. Но документы свидетельствуют, что настоящей причиной смерти было жестокое избиение его у ворот Лукьяновской тюрьмы в Киеве.
Был женат на Елизавете Денисовне Давыдовой, имел четверых детей. Жену Потоцкого Елизавету Денисовну и ее сестру Любовь Денисовну Давыдовых арестовали и расстреляли 5 октября 1938 года, как тех, кто знал о истории  ценности его коллекции. Судьба большей части коллекции Потоцкого неизвестна (есть свидетельство, что НКВД реализовал её через букинистов), часть разграблена немецкими оккупантами во время войны, некоторые ее экземпляры обнаружены в музеях, библиотеках, архивах всего бывшего Союза. Почти все фильмы Советской Украины, которые знакомили с украинскими традициями, обычаями, были основаны на материалах собранных П. Потоцким. Через 22 года после гибели Павла Платоновича Потоцкого его дело было пересмотрено: основатель «Музея Украины» и его родные были посмертно реабилитированы.

## Награды
- Орден Святой Анны 4-й ст. (1878);

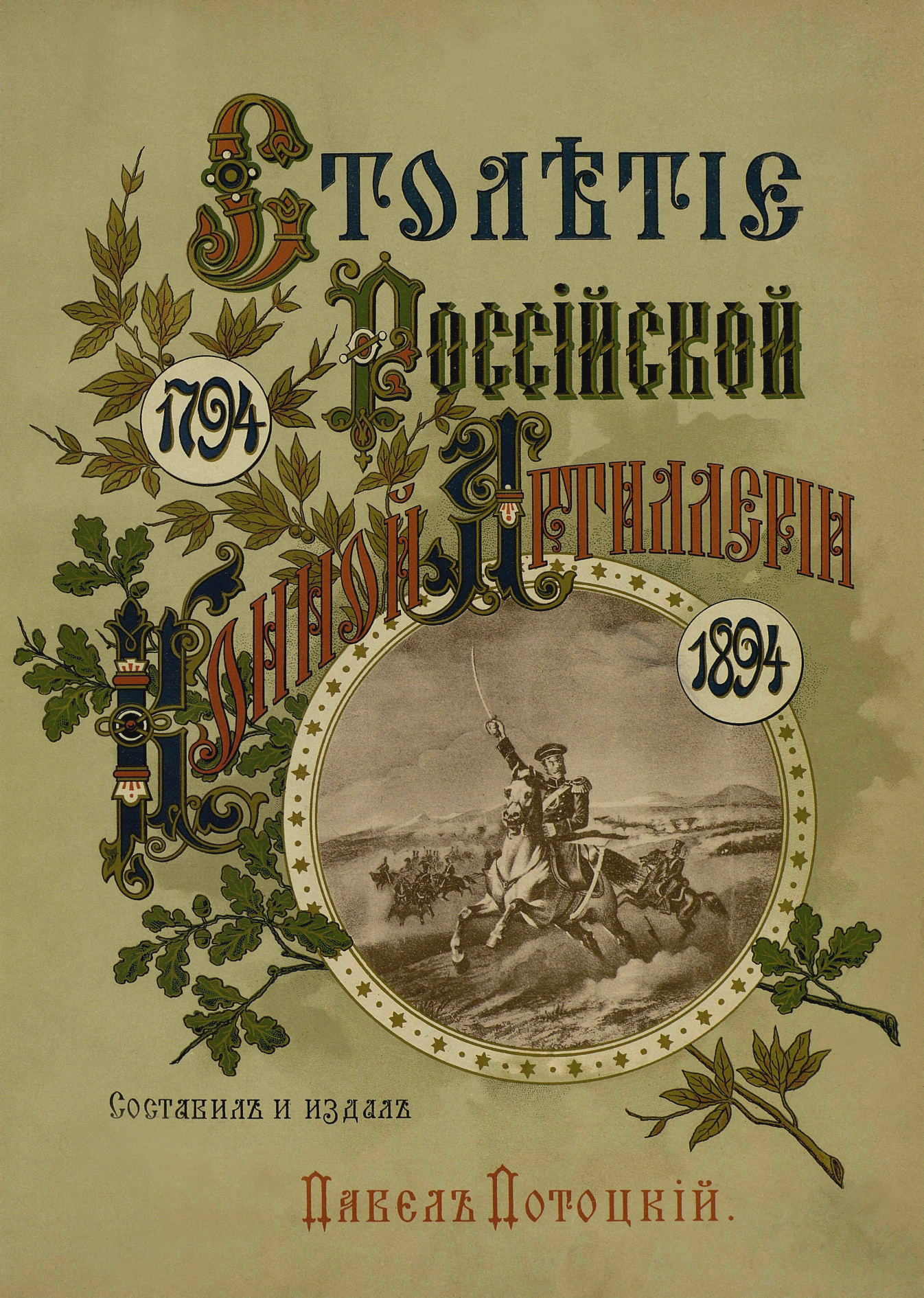
Обложка книги «Столетие Российской Конной Артиллерии»

- Орден Святого Станислава 3-й ст. с мечами и бантом (1878);
- Орден Святой Анны 3-й ст. (1884);
- Орден Святого Станислава 2-й ст. (1891);
- Орден Святой Анны 2-й ст. (1894);
- Орден Святого Владимира 4-й ст. (1897);
- Орден Святого Владимира 3-й ст. (1901);
- Золотое оружие «За храбрость» (1906);
- Орден Святого Станислава 1-й ст. с мечами (1907);
- Высочайшее благоволение за особые труды по разработке вопроса об организации празднования 200-летия Полтавской победы (30.08.1909);
- Орден Святой Анны 1-й ст. (1912);
- Орден Святого Георгия 4-й ст. (ВП 30.01.1915);
- Орден Белого Орла с мечами (ВП 19.02.1915).
- Орден Святого Александра Невского с мечами (26.05.1915).

Иностранные:
- румынский Железный крест (1878).

## Сочинения
- П. Потоцкий Столетие Российской Конной Артиллерии. 1794—1894 г. — СПб, 1894.
- Петр. Полтава. К 27-му июля 1909 составил и издал Павел Потоцкий.